# Mologa
Mologa (rusky Молога) je řeka ve Tverské, v Novgorodské a ve Vologdské oblasti v Rusku. Je dlouhá 456 km. Povodí řeky má rozlohu 29 700 km², nepočítaje v to 192 km² jezera Meglino, jež je odvodňované převážně do povodí řeky Msty.

## Průběh toku
Řeka protéká bažinatou rovinou, přičemž vytváří mnohé velké zátočiny. Na horním toku protéká přes jezero Verestovo o rozloze 23,1 km². Je levým přítokem Volhy, přičemž ústí do Vesjegonského zálivu Rybinské přehrady. Před vznikem přehrady do Volhy ústila v dnes zatopeném městě Mologa.

### Přítoky
- zleva – Čagodošča, Koboža

## Vodní režim
Zdrojem vody jsou převážně sněhové srážky. Průměrný roční průtok vody ve vzdálenosti 58 km od ústí činí 172 m³/s. Zamrzá na konci října až na začátku prosince a rozmrzá v dubnu až na začátku května.

## Využití
Vodní doprava je možná od Pestova. Spolu s levým přítokem Čagodoščou je součástí Tichvinské vodní cesty. Na řece leží města Bežeck, Pestovo a Usťužna.